# كثيب: الجهاد البطلري
كثيب: الجهاد البطلري (بالإنجليزية: Dune: The Butlerian Jihad)‏ هي رواية خيال علمي صدرت عام 2002 بقلم برايان هربرت وكيفن أندرسون، تدور أحداثها في عالم كثيب الذي ألَّفه فرانك هربرت. هي أول كتاب في ثلاثية أساطير كثيب والتي تدور أحداثها قبل أكثر من 10،000 عام من أحداث رواية فرانك هربرت الشهيرة كثيب التي صدرت عام 1965. تروي السلسلة قصة الجهاد البطلري الخيالي، وهي حملة بشرية شنها آخر البشر الأحرار في الكون ضد الآلات المفكرة، وهي قوة عنيفة ومهيمنة يقودها الكمبيوتر الواعي أومنيوس.
ارتفع كتاب كثيب: الجهاد البطلري إلى المركز السابع في قائمة نيويورك تايمز لأكثر الكتب مبيعًا في الأسبوع الثاني من نشره.

## الاستقبال
ارتفع كتاب كثيب: الجهاد البطلري إلى المركز السابع في قائمة نيويورك تايمز لأكثر الكتب مبيعًا في الأسبوع الثاني من نشره.

## وصلات خارجية
- MacDonald، Rod (6 يناير 2009). "Review: Dune: The Butlerian Jihad by Brian Herbert & Kevin J. Anderson". SFCrowsnest.com. مؤرشف من الأصل في 2013-06-15. اطلع عليه بتاريخ 2010-03-14. (بالإنجليزية)